# Ahmad ibn Said
Ahmad ibn Said  född 1710, död 15 december 1783, Al Bu Said-dynastins grundare, och Imam av Oman.